# شهرستان حطیب
ناحیهٔ حطیب (به عربی: مدیریة حطیب) یک ناحیه در یمن است که در استان شبوه واقع شده‌است.
ناحیهٔ حطیب ۱۳٬۳۳۵ نفر جمعیت دارد.